# Provincia Singburi
Singburi (în thailandeză สิงห์บุรี) este o provincie (changwat) din Thailanda. Situată în regiunea de Centru, provincia Singburi are în componența sa 6 districte (amphoe), 43 de sub-districte (tambon) și 363 de sate (muban). 
Cu o populație de 215.524 de locuitori și o suprafață totală de 822,5 km2, Singburi este a 74-a provincie din Thailanda ca mărime după numărul populației și a 73-a după mărimea suprafeței.